# Fusil de précision Type 97
Pour les articles homonymes, voir Type 97.

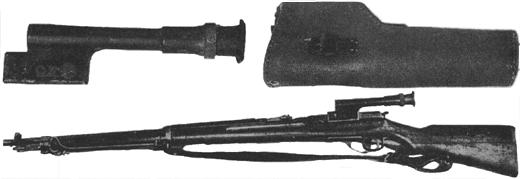
Le fusil de précision Type 97

Le fusil de précision Arisaka type 97 était l'arme de tireur de précision la plus utilisée par les forces impériales japonaises durant la Seconde Guerre mondiale.
Pour l'essentiel, il s'agit d'un Arisaka type 38 modifié. Bien qu’inférieur à son homologue américain, le Springfield M1903, et malgré son faible calibre de 6,5 mm, il était apprécié des troupes japonaises.

## Données numériques
| Modèle          | Fusil Type 97                           |
| --------------- | --------------------------------------- |
| Longueur        | 1,28 m                                  |
| Visée           | Lunette de tir à grossissement 2,5 fois |
| Masse à vide    | 5,1 kg                                  |
| Calibre/Magasin | 6,5 mm Type 38/5 cartouches             |